# Ferme d'Hermoye
La Ferme d'Hermoye est une ancienne demeure seigneuriale, situé dans le village de Mazy dans la commune de Gembloux en Belgique. Édifiée dans le style renaissance mosane, sa construction débuta au XVIe siècle et s’acheva au XVIIIe siècle. 
Elle est la propriété de la famille de Kerchove d'Exaerde.

## Histoire
Au XVIe siècle, Philippe de Tamison et Jean Burlen, échevin de Namur, deux familles namuroises, avaient acquis plusieurs propriétés dans la seigneurie d'Hermoye. En 1558, Philippe de Tamison épousa Anne Savereux, la veuve de Jean Burlen. Grâce à la réunion de leurs biens, il bâtir une ferme qui permettait d'exploiter une centaine d'hectares de culture.
La seigneurie hautaine d'Hermoye, où ce trouvait la ferme, figurait parmi les seigneuries accordées par le roi Philippe IV au général Jean t’Serclaes, comte de Tilly, en 1628, pour le récompenser des services rendus à la cause catholique au cours de la Guerre de Trente Ans.
En 1687, Henri Lemède, seigneur de Jennevaux, épousa Marguerite de Burlen, c'est ainsi que la ferme d'Hermoye devint la propriété de la famille Lemède. Le 31 octobre 1755, les écuyers Albert-Ignace et Pierre-Joseph Lemède, tout deux chanoines du chapitre Saint-André de Namur, achètent la seigneurie pour 500 florins. Le 29 mars 1774, Albert-Ignace Lemède céda ses droits à son frère Pierre-Joseph. À leur décès, c’est leur neveu Augustin qui hérite de la seigneurie et de la ferme d'Hermoye.
En 1844, Pauline Lemède de Waret, qui hérite de la seigneurie d'Hermoye, épouse Henri de Kerchove d'Exaerde., de Gand, mari de Pauline Lemède de Waret, construisit le château actuel. En le munissant de quatre tours rondes, percées de meurtrières, il lui a donné fière allure.

## Propriétaires
- Nicolas Joseph de Lemède (1675 - 1746)
- Henri Joseph de Lemède (1722 - 1798)
- Henri-Désiré de Lemède (1767 - 1798)
- Saturnin de Lemède (1797 - 1860)
- Henri de Kerchove d'Exaerde
- Charles de Kerchove d'Exaerde
- Octave de Kerchove d'Exaerde
- Baudouin de Kerchove d'Exaerde
- Emmanuel de Kerchove d'Exaerde
- Michel de Kerchove d'Exaerde